# تاکسودون
تاکسودون (به انگلیسی: Taxodone) یک ترکیب شیمیایی با شناسه پاب‌کم ۲۷۵۵۲۸ است. شکل ظاهری این ترکیب، بلورهای جامد طلایی است.